# نيجمة حقلية
نيجمة حقلية (الاسم العلمي: Geastrum campestre) هو نوع من الفطريات يتبع جنس النيجمة من الفصيلة النيجمية.